# Ilala
El distrito de Ilala (6°49′27″S 39°14′56″E / -6.82417, 39.24889) es uno de los 3 distritos en que se divide la ciudad de Dar es-Salam, en Tanzania. Los otros distritos son Kinondoni, al noroeste, y Temeke, al sudeste. 
De acuerdo con el Censo Nacional realizado en 2002, la población de Ilala es de 634.924 habitantes. Tiene un área de 273 km². Ilala es llamado comúnmente "Dar Central", y es donde se encuentran gran parte de los comercios, bancos y oficinas nacionales de la ciudad. 

## Distritos electorales
El distrito de Ilala se encuentra a su vez dividido en 22 distritos electorales. Estos son:
| - Buguruni - Chanika - Gerezani - Ilala - Jangwani - Kariakoo - Kinyerezi - Kipawa - Kitunda - Kisutu - Kivukoni | - Kiwalani - Mchafukoge - Mchikichini - Msongola - Pugu - Segerea - Tabata - Ukonga - Upanga East - Upanga West - Vingunguti |